# Brett Papworth
Pas d'image ? Cliquez ici

a Compétitions nationales et continentales officielles uniquement.

b Matchs officiels uniquement.
Dernière mise à jour le 13 avril 2023.
Brett Papworth, né le 5 novembre 1963 à Sydney, est un ancien joueur de rugby à XV qui a joué avec l'équipe d'Australie. Il évoluait au poste de trois-quarts centre. 
En 1988 il choisit de jouer au rugby à XIII. 

## Carrière de joueur

### En club
- Eastwood (Nouvelle-Galles du Sud)

### En équipe nationale
Il a eu sa première sélection avec l'équipe d'Australie le 10 août 1985 contre l'équipe des Fidji. Son dernier test match fut contre l'Argentine, le 7 novembre 1987.
Il a disputé cinq matchs de la coupe du monde 1987.

## Palmarès de joueur
- Nombre de test matchs avec l'Australie : 16